# Medelo

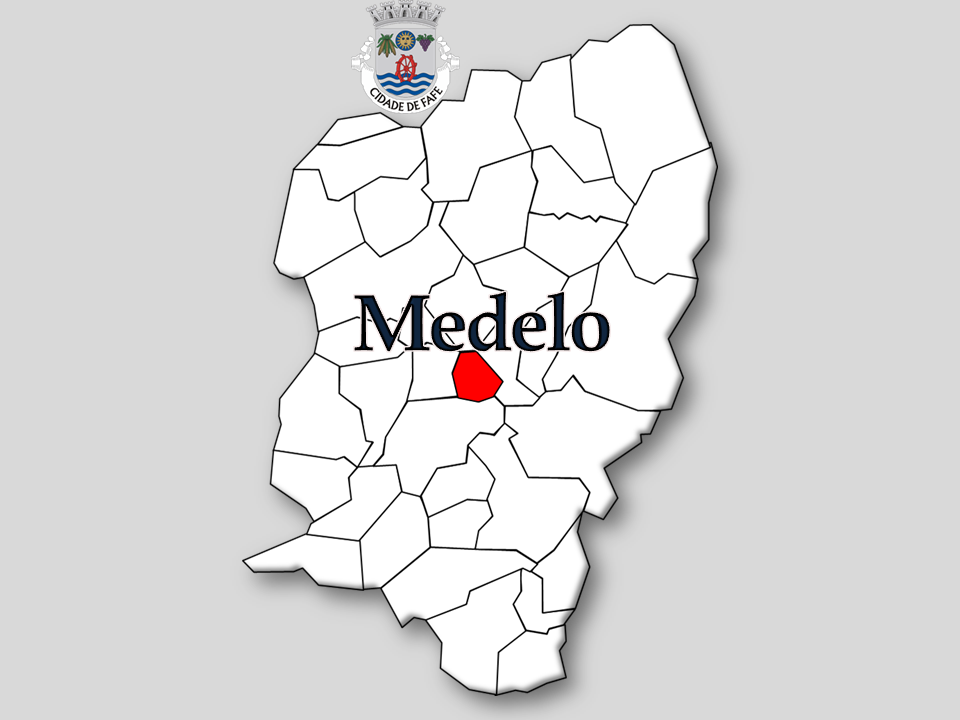
Localização da Freguesia de Medelo no Município de Fafe

Medelo é uma povoação portuguesa sede da Freguesia de Medelo do Município de Fafe, freguesia com 2,52 km² de área e 1544 habitantes (censo de 2021), tendo, por isso, uma densidade populacional de 612,7 hab./km².

## Demografia
A população registada nos censos foi:
| Ano  | 0-14 Anos | 15-24 Anos | 25-64 Anos | > 65 Anos |
| 2001 | 311       | 248        | 879        | 166       |
| 2011 | 275       | 196        | 916        | 215       |
| 2021 | 158       | 181        | 815        | 319       |

## Património
- Casa de Paredes, incluindo jardins e fontes

## Património Religioso
- Capela de S.Mateus
- Capela de Nossa Senhora da Conceição